# 9859 Van Lierde
9859 Van Lierde eller 1991 PE5 är en asteroid i huvudbältet som upptäcktes den 3 augusti 1991 av den belgiske astronomen Eric W. Elst vid La Silla-observatoriet. Den är uppkallad efter Edmond Van Lierde.
Den tillhör asteroidgruppen Koronis.